# Born in the U.S.A.
Born in the U.S.A. sedmi je studijski album Brucea Springsteena, objavljen 1984. godine.
U suprotnosti s prethodnim albumom, favoritom kritike Nebraska, na Born in the U.S.A. su se nalazile himnične, radiofonične pjesme koje su se uklapale u produkciju osamdesetih: Springsteen je prvi put u karijeri koristio sintesajzere. Album je 7. srpnja 1984. dosegnuo broj jedan na Billboardovoj Top 200 ljestvici albuma i zadržao se ondje do 4. kolovoza. Donio je sedam top 10 singlova u Americi te je do sada najprodavaniji Springsteenov album s 15 milijuna prodanih primjeraka samo u SAD-u. Bio je i kritički uspjeh, a The Village Voice ga je proglasio albumom godine. 2003. se našao na 85. mjestu 500 najvećih albuma svih vremena u izboru Rolling Stonea. 1989. je u izboru istog lista proglašen 6. najboljim od 100 najboljih albuma osamdesetih.
Born in the U.S.A. postao je prvi CD proizveden u Americi za komercijalnu prodaju, kad je CBS Records 1984. otvorio tvornicu CD-a u Terre Hauteu u Indiani. Diskovi su se prije toga uvozili iz Japana.

## Povijest
"Dancing in the Dark" je bio Springsteenov najveći hit singl te je dosegao drugo mjesto na Billboardovom top 100 singlova. (Vrh je držala Princeova pjesma "When Doves Cry"). Pjesma je kombinirala ritmične sintesajzerske rifove i sinkopiranje, prvi put u Springsteenovoj karijeri. Arthur Baker kasnije je snimio plesni remiks pjesme. U spotu koji je režirao Brian De Palma Springsteen na koncertu iz publike izvlači mladu glumicu Courteney Cox kojoj je video lansirao karijeru.
"Cover Me" je bila plesna pjesma originalno namijenjena Donni Summer. "My Hometown" temeljena je na rasnim i ekonomskim tenzijama u Springsteenovom rodnom gradu Freeholdu. "No Surrender" i "Bobby Jean" djelomično su reflektirali odlazak Stevena Van Zandta iz E Street Banda.
Sedam singlova s albuma završilo je u top 10, čime je izjednačen rekord koji su držali Michael Jackson s Thrillerom i Janet Jackson s Rythm Nation 1814.
Naslovna pjesma, "Born in the U.S.A.", bolna priča o problemima s kojima se suočava vijetnamski veteran, je jedna od Springsteenovih najpoznatijih pjesama. Himnični ugođaj pjesme (i spot sa scenama mahanja zastavama i idiličnih američkih zajednica) doveli su do pogrešne interpretacije značenja pjesme. (Mračnija, akustična verzija pjesme pojavljuje se na Springsteenovoj kompilaciji Tracks, a nekoliko je puta izvođena uživo). Predsjednik Reagan hvalio je Springsteena kao velikog domoljuba; nekoliko dana kasnije Springsteen je na koncertu predstavio pjesmu "Johnny 99" (o otpuštenom tvorničkom radniku koji ubija prodavača i biva osuđen na 99 godina) rekavši kako misli kako Reagan nije ni čuo pjesmu.
Album je popraćen velikom turnejom Born in the U.S.A. Tour.
Senator John Kerry 2004. je koristio "No Surrender" kao tematsku pjesmu svoje kampanje tijekom predsjedničke utrke. Springsteen je izveo pjesmu na nekoliko Kerryjevih skupova tijekom kampanje.

## Popis pjesama
Tekstovi i glazba: Bruce Springsteen. 
| 1. | »Born in the U.S.A.«     | 4:39 |
| 2. | »Cover Me«               | 3:27 |
| 3. | »Darlington County«      | 4:48 |
| 4. | »Working on the Highway« | 3:11 |
| 5. | »Downbound Train«        | 3:35 |
| 6. | »I'm On Fire«            | 2:37 |

| 1. | »No Surrender«        | 4:00 |
| 2. | »Bobby Jean«          | 3:46 |
| 3. | »I'm Goin' Down«      | 3:29 |
| 4. | »Glory Days«          | 4:15 |
| 5. | »Dancing in the Dark« | 4:00 |
| 6. | »My Hometown«         | 4:34 |

## Popis izvođača

### E Street Band
- Roy Bittan – sintesajzer, klavir, prateći vokali
- Clarence Clemons – saksofon, perkusije, prateći vokali
- Danny Federici – orgulje, gloknšpil, klavir na "Born in the U.S.A."
- Bruce Springsteen – gitara, vokali
- Garry Tallent – bas, prateći vokali
- Steven Van Zandt – gitara, mandolina
- Max Weinberg – bubnjevi, prateći vokali

### Ostali glazbenici
- Richie "La Bamba" Rosenberg – prateći vokali na "Cover Me" i "No Surrender"
- Ruth Davis – prateći vokali na "My Hometown"

### Produkcija
- Bob Clearmountain – mikser
- John Davenport – pomoćni tehničar
- Jeff Hendrickson – pomoćni tehničar
- Andrea Klein – dizajn, dizajn omota
- Bruce Lampcov – pomoćni tehničar
- Annie Leibovitz – fotografija
- Bob Ludwig – mastering
- Bill Scheniman – tehničar
- Toby Scott – tehničar
- Billy Straus – pomoćni tehničar
- Zoe Yanakis – pomoćni tehničar

## Vanjske poveznice
- Tekstovi s albuma i video isječci